# Pseudochirulus
Pseudochirulus (česky possum, toto jméno je však využíváno pro více různých rodů) je rod dvojitozubých vačnatců z čeledi possumovití (Pseudocheiridae).

## Systematika
Za popisnou autoritu rodu Pseudochirulus je pokládán německý přírodovědec Paul Matschie (1915). Především ve starší literatuře z 20. století mohou být zástupci tohoto rodu sdružováni v rámci rodu Pseudocheirus, k osamostatnění došlo zásluhou australského zoologa Tima Flanneryho (1994).
Rod Pseudochirulus zahrnuje celkem osm recentních druhů:
- Pseudochirulus canescens Waterhouse, 1846 – possum nížinný, výskyt na Nové Guneji a ostrovech Yapen a Salawati;
- Pseudochirulus caroli Thomas, 1921 – possum běloocasý, výskyt na středozápadě Nové Guineje;
- Pseudochirulus cinereus (Tate, 1945) – possum lemurovitý, výskyt v severovýchodním Queenslandu (Thornton Peak, Mt. Windsor, Mt. Carbine);
- Pseudochirulus forbesi Thomas, 1887 – possum pestrý, výskyt v horských oblastech jihovýchodní Papuy Nové Guineje;
- Pseudochirulus herbertensis (Collett, 1884) – possum Herbertův; výskyt v severovýchodním Queenslandu;
- Pseudochirulus larvatus (Förster & Rothschild, 1911) – possum nenápadný; výskyt na Nové Guineji (východ Centrálního pohoří, poloostrov Huon a pohoří při severním pobřeží)
- Pseudochirulus mayeri (Rothschild & Dollman, 1932) – possum okrový; výskyt v Centrálním pohoří na Nové Guineji;
- Pseudochirulus schlegeli Jentink, 1884 – possum Schlegelův; výskyt v pohoří Arfak na poloostrově Ptačí hlava na Nové Guineji.

## Popis

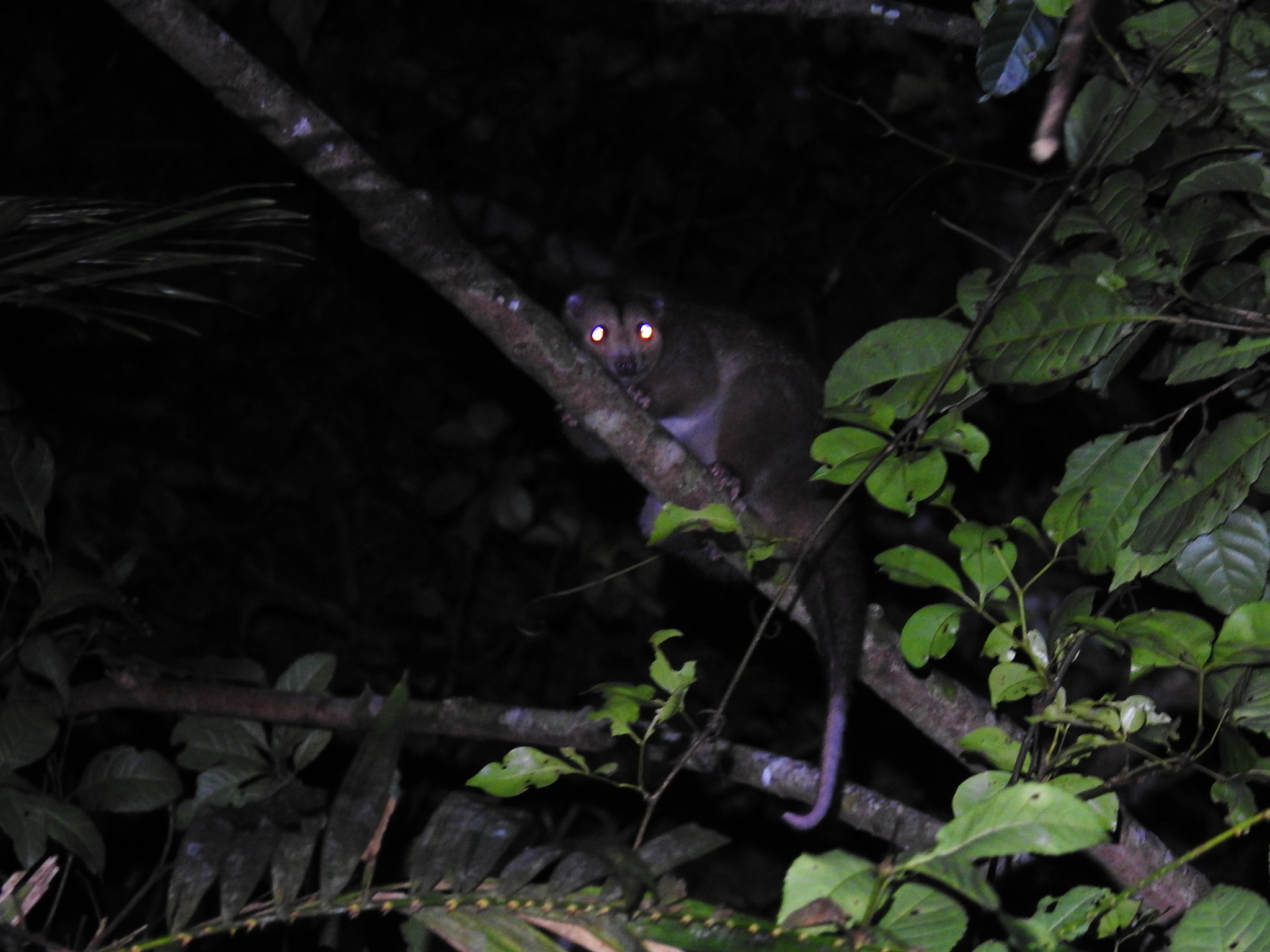
Possum lemurovitý

Possumové rodu Pseudochirulus dosahují délky těla 167 až 400 mm, délky ocasu 151 až 470 mm a tělesné hmotnosti 105 až 1 450 gramů. Ocas je olysalý a má chápavou funkci, typickým znakem possumů je přičemž skutečnost, že jeho konec stáčejí do podoby kroužku. Srst je hustá a měkká, její zbarvení se typicky pohybuje mezi šedou a hnědou, spodní partie bývají světlé, ačkoli někdy se osrstění břicha odstínem podobá osrstění hřbetu. Může se objevit určité vzorování, například skvrny na hlavě či pruhy na hřbetě nebo stehnech.
O chování těchto vačnatců není známo mnoho informací. Jde o stromová a převážně noční zvířata, jež se živí z velké části listy a také ovocem. Rozmnožování může probíhat celoročně; ačkoli má samice čtyři mléčné bradavky, funkční bývají pouze dvě, čemuž odpovídá i počet porozených potomků. V případě possuma Herbertova trvá následný vývoj mláďat ve vaku asi 4 až 5 měsíců, matka může mláďata posléze krátký čas přenášet i na zádech.